# Museu Abelló
El Museu Abelló és un museu municipal d'art situat a Mollet del Vallès, al Vallès Oriental. Inaugurat el 29 de març de 1999, la seva col·lecció inicial està formada pels fons de l'artista i col·leccionista d'art Joan Abelló, que va donar a la ciutat el 1996, donant lloc a la Fundació Joan Abelló, un organisme autònom de l'Ajuntament de Mollet del Vallès.
Actualment, la Fundació Municipal Joan Abelló també gestiona el Centre de Documentació, la Casa del Pintor i Taller de l'Artista, així com el Menhir de Mollet, situat al pati de la Biblioteca municipal de Can Mulà.

## Edifici
El museu es troba dins d'un edifici de caràcter modernista construït el 1908, del que només conserva la façana, després d'una renovació interna realitzada durant els anys 1990. Està situat al carrer Berenguer III núm. 122, tot i que també ocupa el seu pati posterior, limitat pels carrers Àngel Guimerà i Lluís Duran, del barri de l'Estació de França de Mollet. És un dels edificis residencials més importants dels que es van construir a principis del segle XX al municipi, degut a la seva mida i al seu disseny. Es va fer servir com a caserna de la Guàrdia Civil fins als anys 80.
L'edifici consta de tres plantes i un soterrani. Inicialment, cada planta tenia dos habitatges, i el soterrani es feia servir com a cavallerissa i posteriorment com a calabós. Actualment, les dues primeres plantes estan ocupades per la col·lecció permanent, mentre que a la planta baixa hi ha la sala d'exposicions temporals i l'espai conegut com a L'Aparador. Al soterrani s'ha habilitat un espai on es donen cursos, conferències i micro-exposicions. En aquesta planta també hi ha un espai didàctic amb material audiovisual amb informació sobre Joan Abelló. L'edifici també disposa de diferents serveis, com una àrea de descans per als visitants, una botiga i servei de recepció.
Quan va ser catalogat el 1984, es van destacar els seus elements ornamentals, com motllures i baranes de ferro forjat, així com la seva composició, típica de l'arquitectura residencial noucentista de començaments del segle xx. Durant la reforma dels anys 90 es va procedir a l'enderrocament total de l'edifici, tret de les dues façanes, protegint-les de les obres mitjançant un estintolament total, amb una estructura auxiliar de tub de ferro desmuntable.
A més del museu pròpiament dit, l'espai museístic compta amb diverses infraestructures vinculades amb la institució, com són el Centre de Documentació, l'Aparador i la Casa Museu del pintor.

### Casa Museu del Pintor

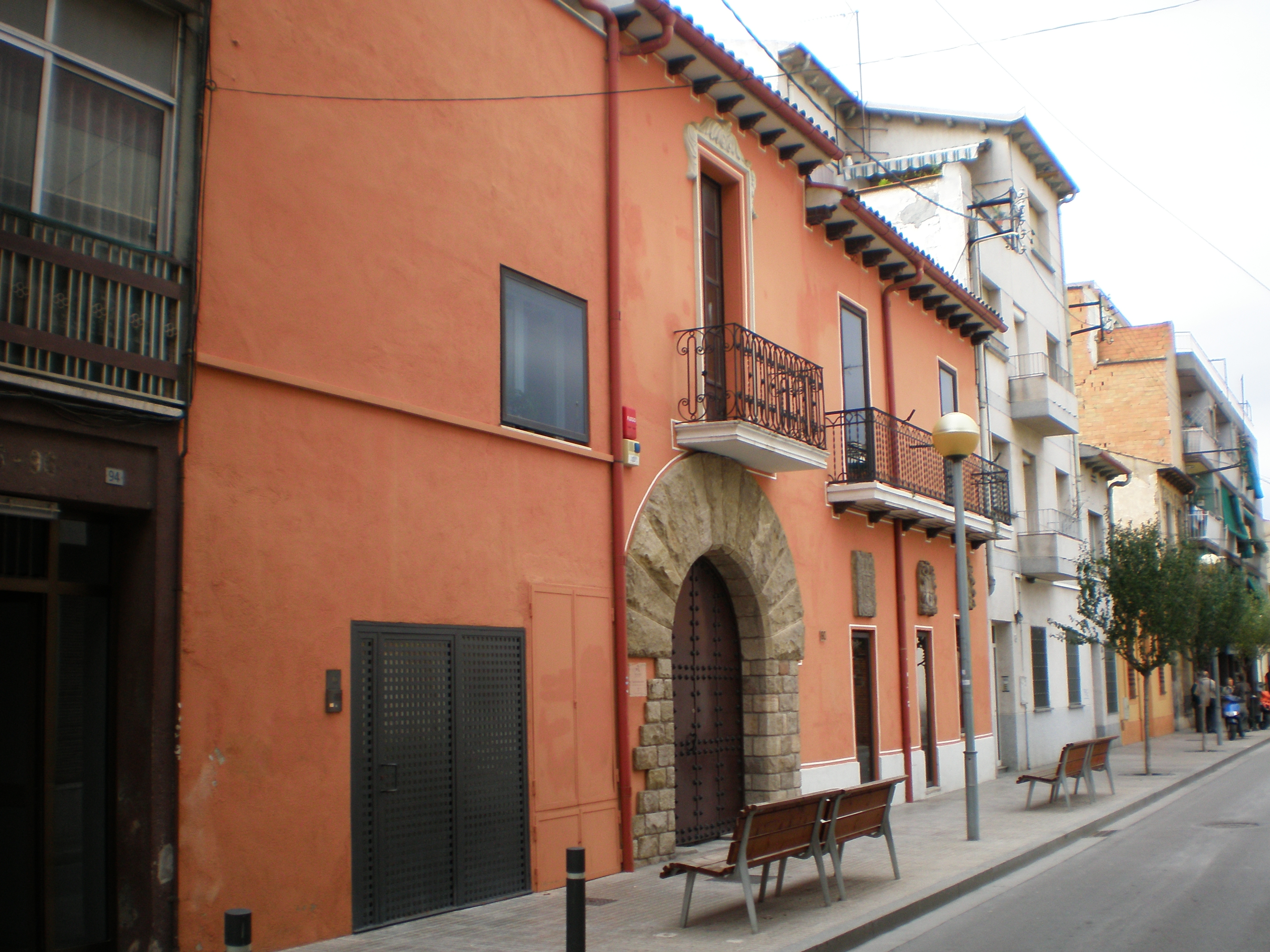
Casa-Museu de Joan Abelló.

És la casa on Abelló va néixer. Amb els anys, el pintor va comprar algunes cases adjacents per encabir tota la seva col·lecció privada d'art, convertint la casa en una casa-museu. La casa es pot visitar mitjançant visites concertades. Aquí hi trobem col·leccions destacades de vidre, ceràmica, escultura barroca, art sacre, mobiliari, pintura... i noms com Dalí, Picasso, Tàpies, Brossa, Opisso, Mir, Fortuny, Gimeno, Manolo Hugué, Domingo…

### Centre de Documentació
El Centre de Documentació del Museu es troba en l'edifici annex al mateix, juntament amb el departament de restauració. El museu disposa d'un gran fons documental i biogràfic amb informació sobre els diferents moviments artístics i biografies dels artistes més importants. En total hi ha unes 3.000 cartes i manuscrits, aproximadament 7.000 fotografies i transparències i 2.000 articles, així com documentació gràfica sobre Abelló. També hi ha una àmplia col·lecció de catàlegs, arran dels intercanvis celebrats entre els museus de Catalunya i d'arreu de l'estat. El museu també disposa de fons documentals específics de Dalí, Pellicer, Pere Pruna, Hugué, Blasco Ferrer, Oscar Domínguez i Joan Brossa, entre d'altres. S'ha de concertar hora per poder visitar aquest centre de documentació.

### L'Aparador
El museu Abelló disposa d'un espai propi per a la producció i difusió de les arts visuals, conegut amb el nom de L'Aparador. Aquest espai, situat també a l'edifici annex al museu, al carrer d'Àngel Guimerà, pretén potenciar el treball d'artistes emergents, fent servir l'espai físic, dissenyat talment com un aparador comercial, amb una vitrina de vidre, intentant així travessar les parets del museu i arribar als vianants. Aquests són alguns dels projectes realitzats: 
- Cicle Aixó que no m'ensenyes (2025): Comissariat per Mercé Vila Rigat. Primera intervenció Si la por fos moviment[4] a càrrec de Maria Alzamora (19 de juny de 2025 a 26 d'octubre de 2025).
- Cicle Oriol Fontdevila(2010): De com convertir un museu en arena. Primera intervenció a càrrec d'Oriol Vilanova.
- Cicle David Armengol (2008-2009): OBSESSIONS. Exemples de redundància i persistència cíclica. Intervencions a càrrec d'artistes com Zink Tank, Lucía Lara, Samuel Labadie, Fito Conesa, Efén Álvarez, Fran Meana, Ana García Pineda, entre d'altres.
- Cicle Mercè Alsina (2005-2007): Confluències en un interval o Mapes en la memòria. Intervencions a càrrecs d'artistes com Consol Rodríguez, Katrin Korfmann, Lluís Bisbe, Cecília Cerdeira, Enric Maurí, Christiane Forstnig, Albert Bayona, Carlos Pazos, Mariane Sarraute, David Ymbernon, entre d'altres.

## Exposició permanent

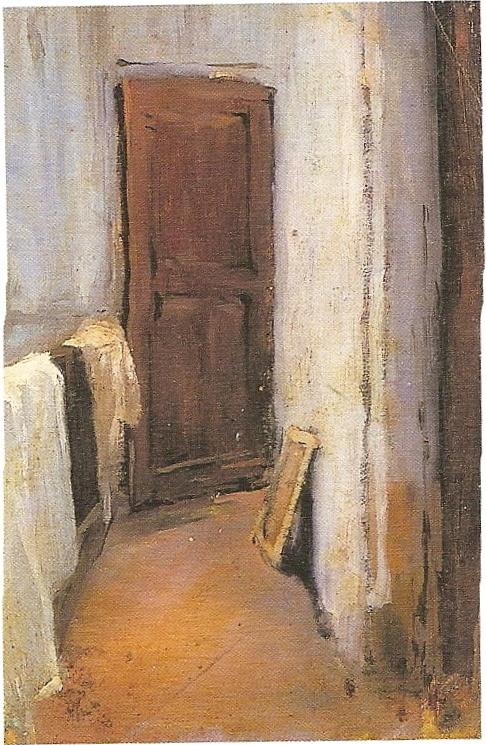
Porta de l'estudi, d'Isidre Nonell Oli sobre llenç, 28 × 19 cm

A la primera planta del Museu, sota el títol L'art modern a la col·lecció Abelló, segles XIX-XX, es presenta uns destacada selecció de pintures i escultures, que permeten fer un recorregut per la història de l'art des de finals del segle xvii fins als anys setanta, principalment a través d'artistes catalans i espanyols. Aquestes obres van ser donades pel mateix Abelló a la vila de Mollet.Destaquen obres d'artistes com Ramon Casas, Modest Cuixart, Salvador Dalí, Joan Miró, Pablo Picasso, Tàpies, a més de les pròpies obres d'Abelló. Està ordenada cronològicament des de finals del segle xix fins al període de maduresa pictòrica del mateix Abelló, fent servir l'art català com a fil conductor.
L'obra del mateix Abelló es troba exposada a la segona planta, amb el títol de Llenguatges.

### Obres destacades
- Isidre Nonell - Porta de l'estudi i Cap d'home
- Ramon Casas - Esbós per a l'anunci de l'Anís del mono
- Darío de Regoyos - Víctimas de la fiesta (1894)
- Josep Llimona - Melangia
- Joan Ponç i Bonet - Dau al Set (1949)
- Manolo Hugué - Torero (1937)
- Pancho Cossio - Bodegó
- Joaquim Mir - Coves de Mallorca
- Joan Brossa - Poema experimental (1947)
- Ismael Smith - Declaració d'Amor

## Galeria d'obres

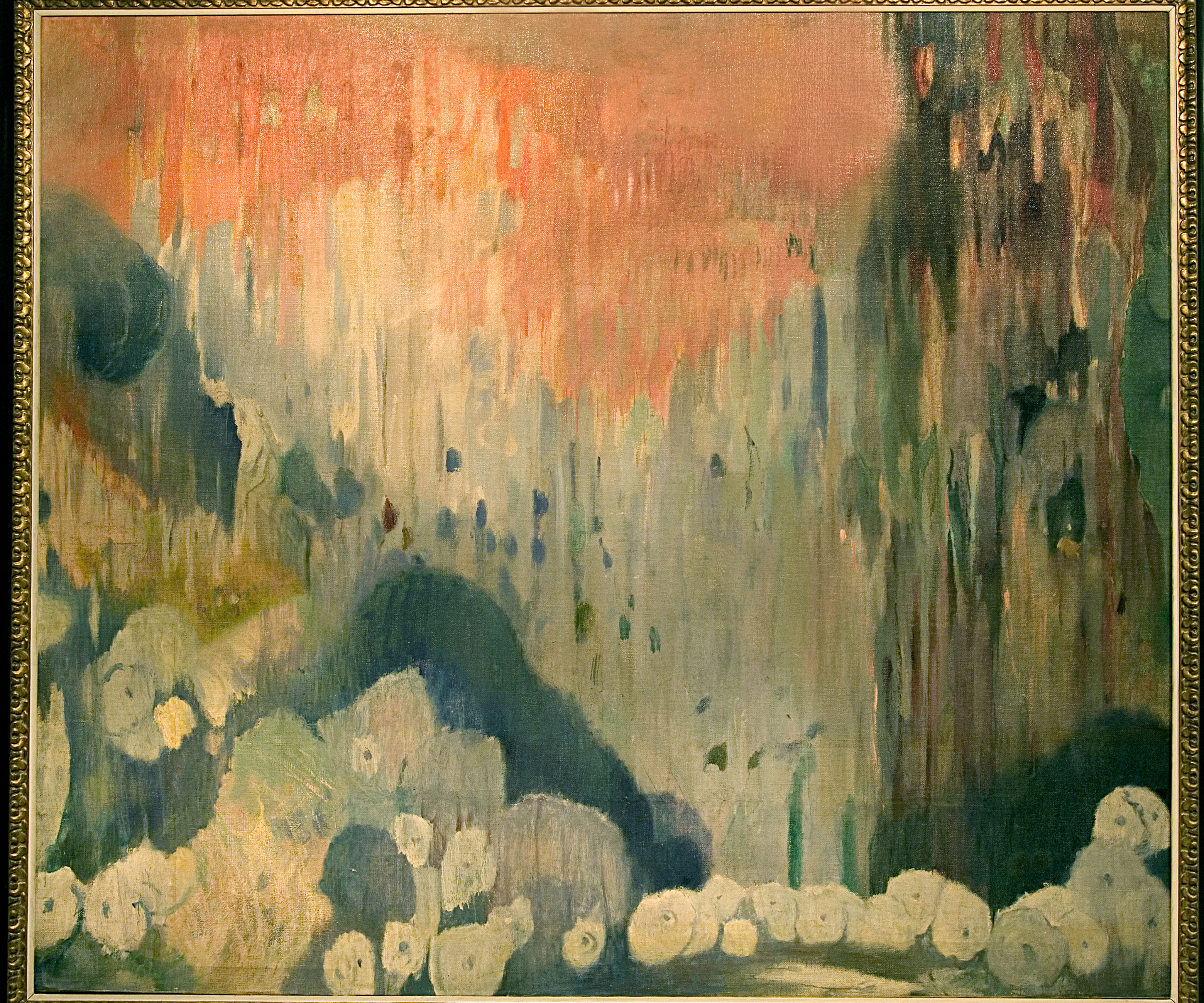
Coves de Mallorca (1903), pintura a l'oli per Joaquim Mir i Trinxet.
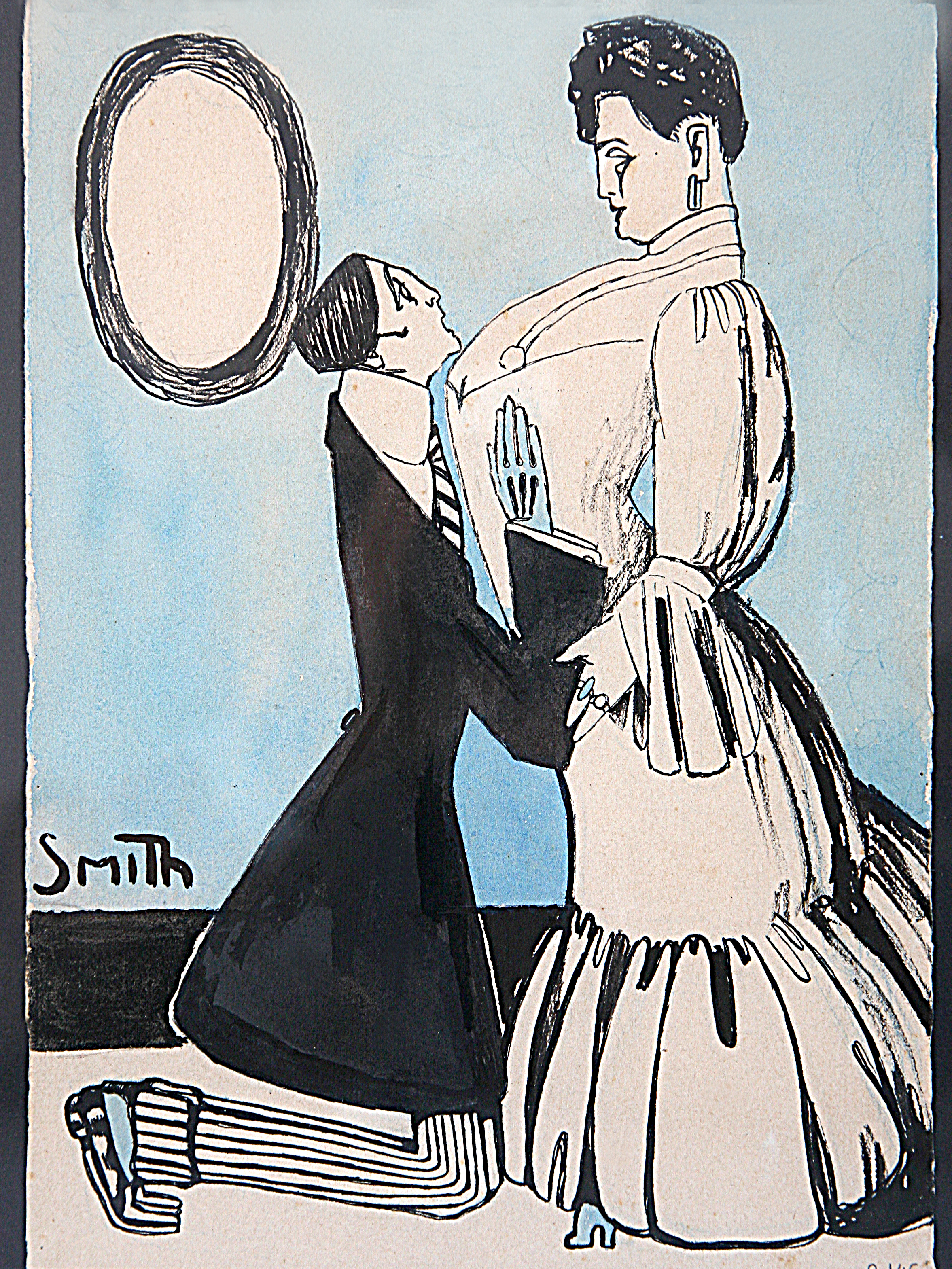
Declaració d'Amor (Súplica) (c. 1908), dibuix per Ismael Smith.
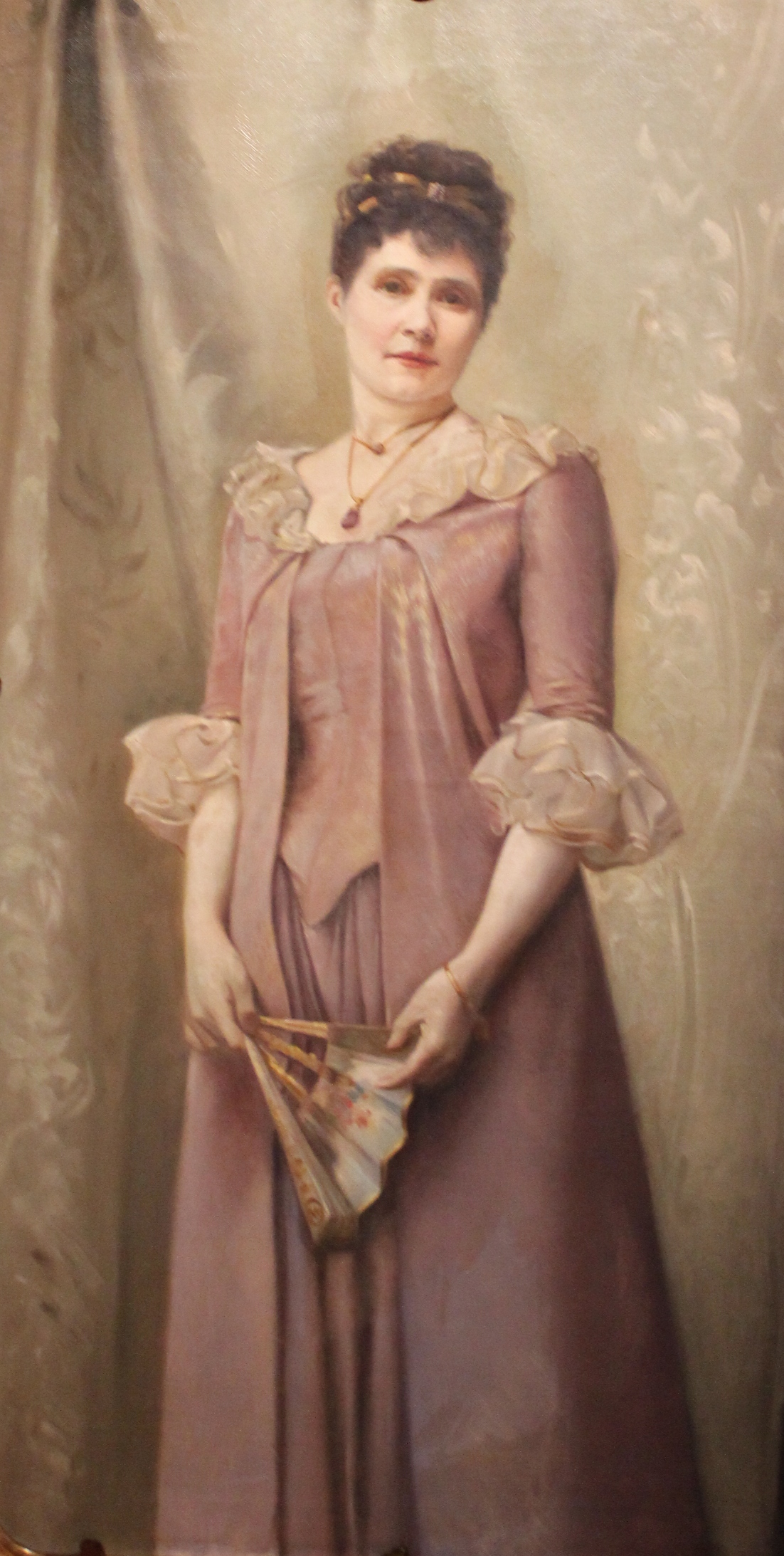
Retrat de Matilde Rouvière (1890), oli sobre tela per Carles Pellicer i Rouvière.
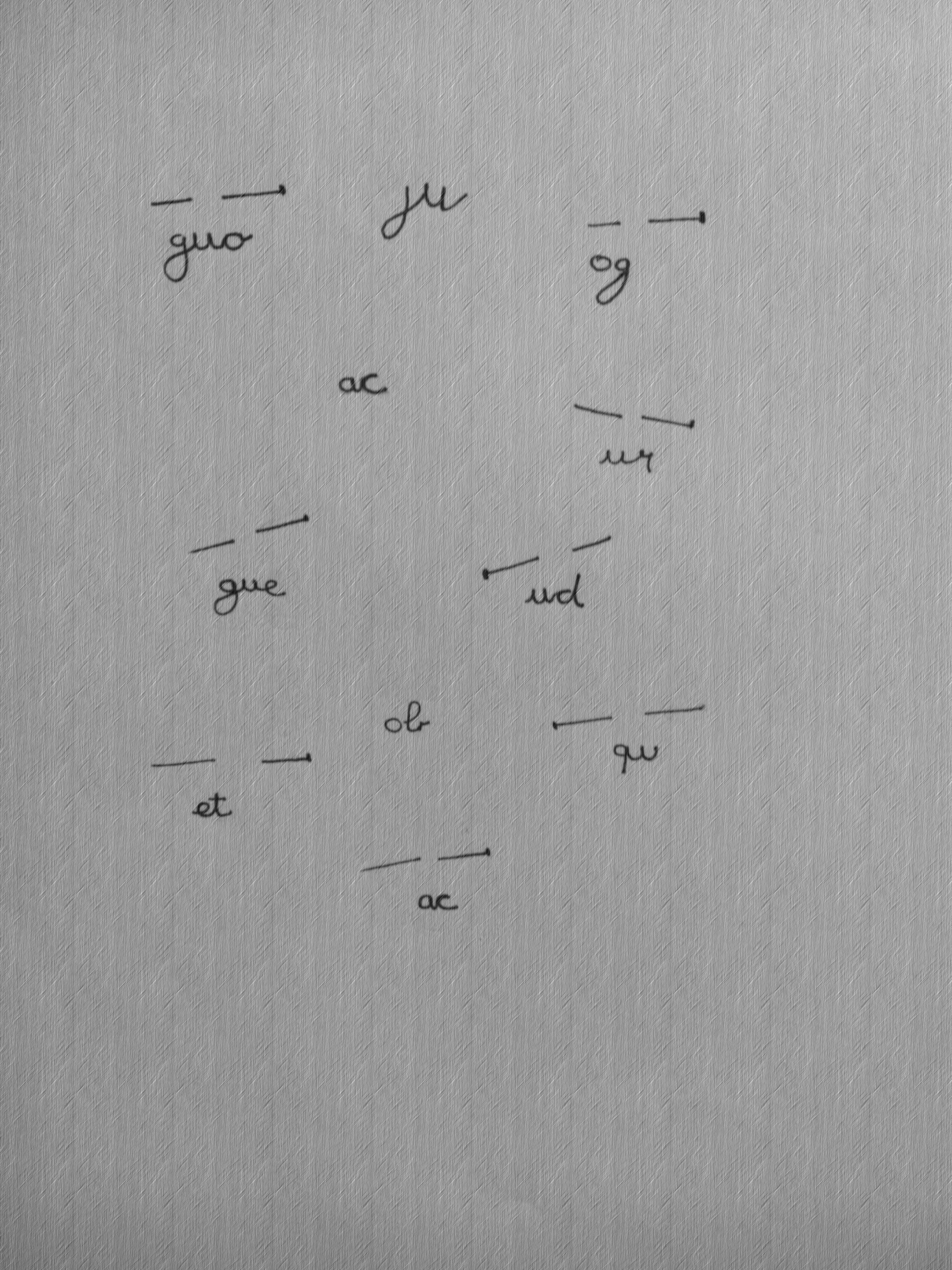
Poema experimental (1947), per Joan Brossa.
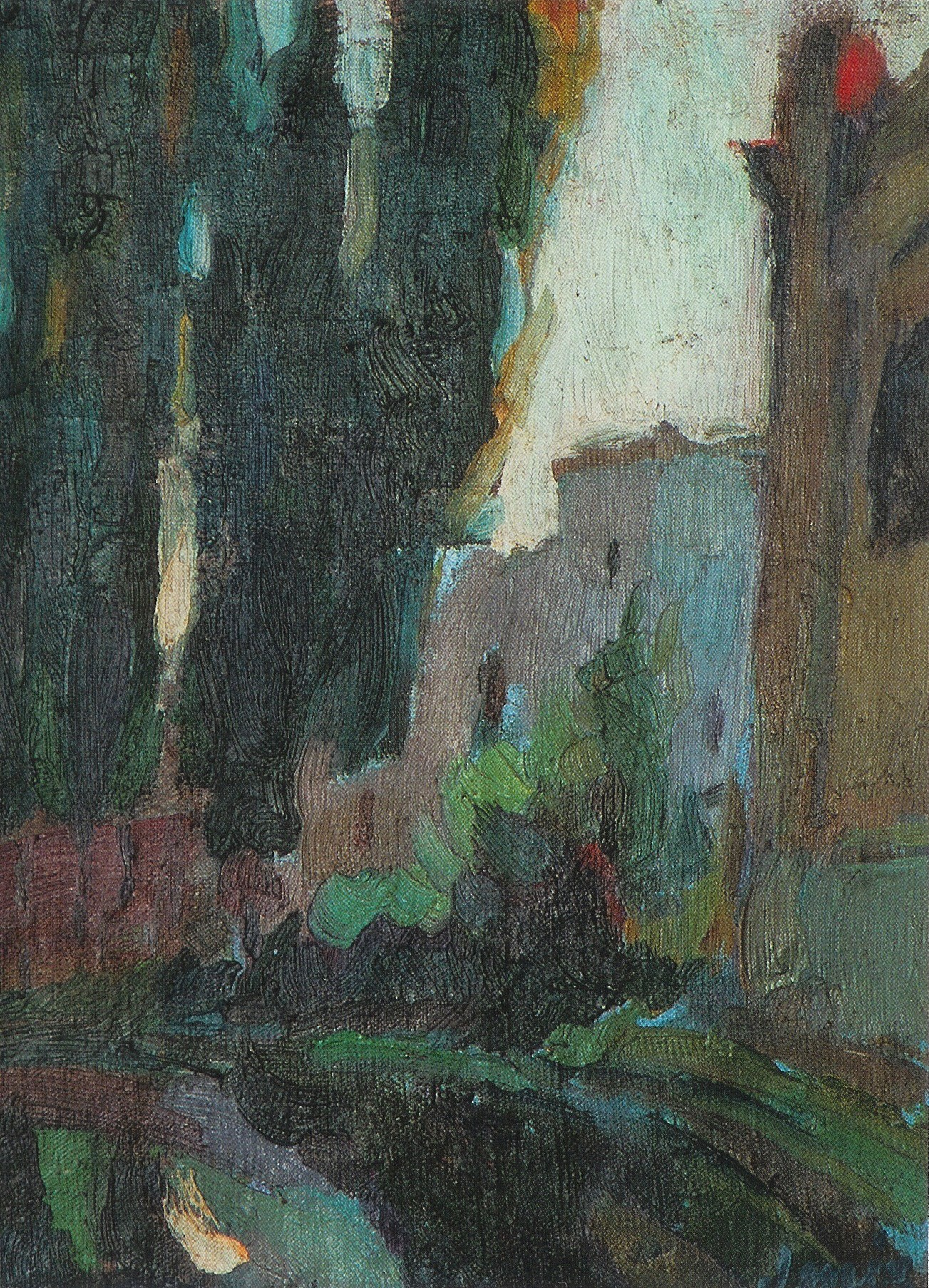
Paisatge de Santa Perpétua de Mogoda (c. 1914 - 1922) oli sobre tela per Joaquim Mir i Trinxet.
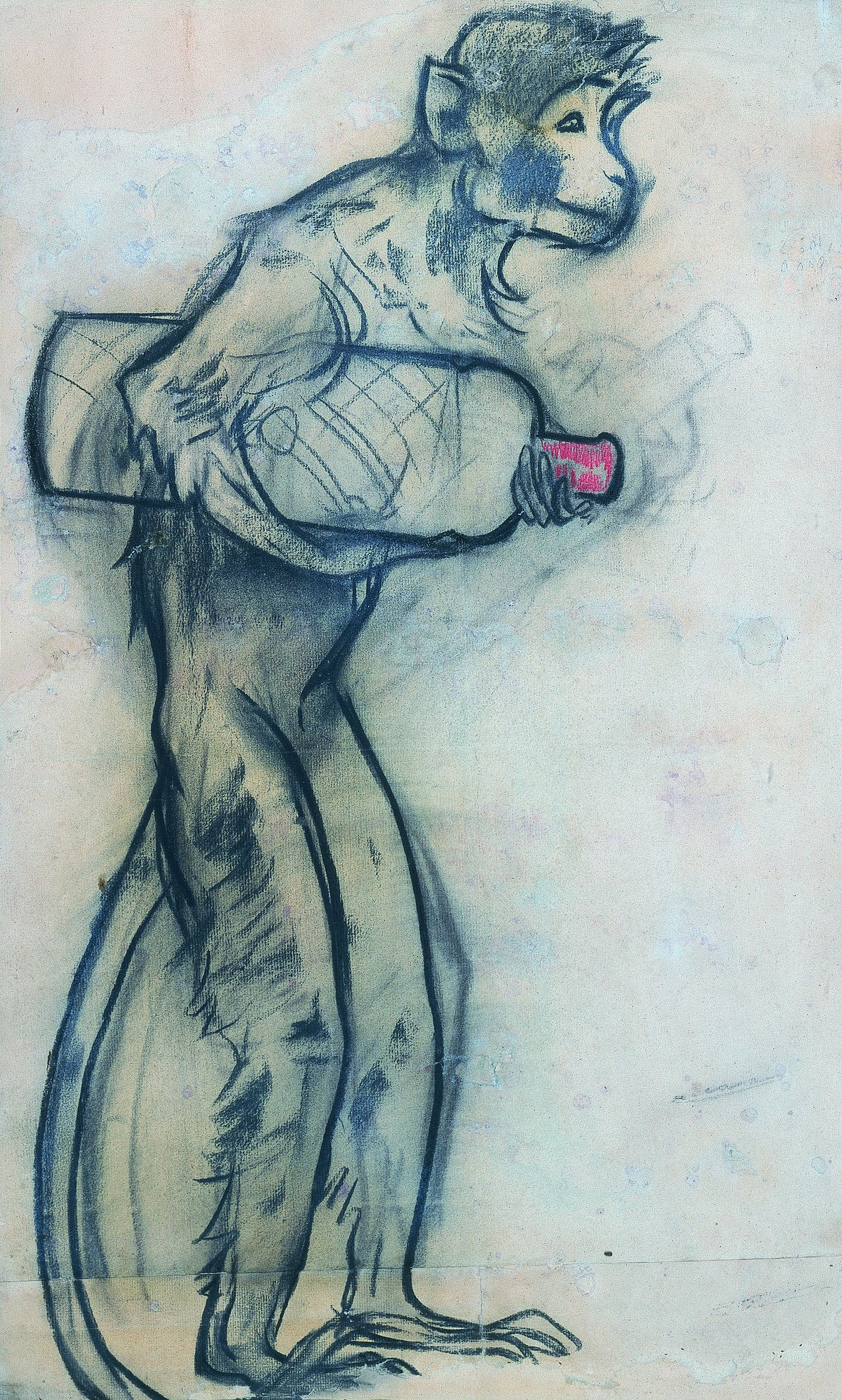
Esbós per a l'anunci de l'Anís del mono (1898), dibuix per Ramon Casas.
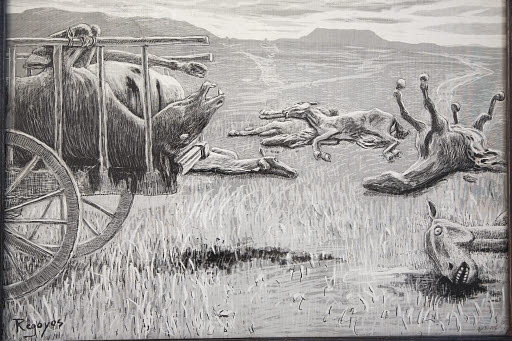
Víctimas de la Fiesta (1894), gratagge sobre paper per Darío de Regoyos.
La Gitaneta (1933), escultura per Joan Rebull.
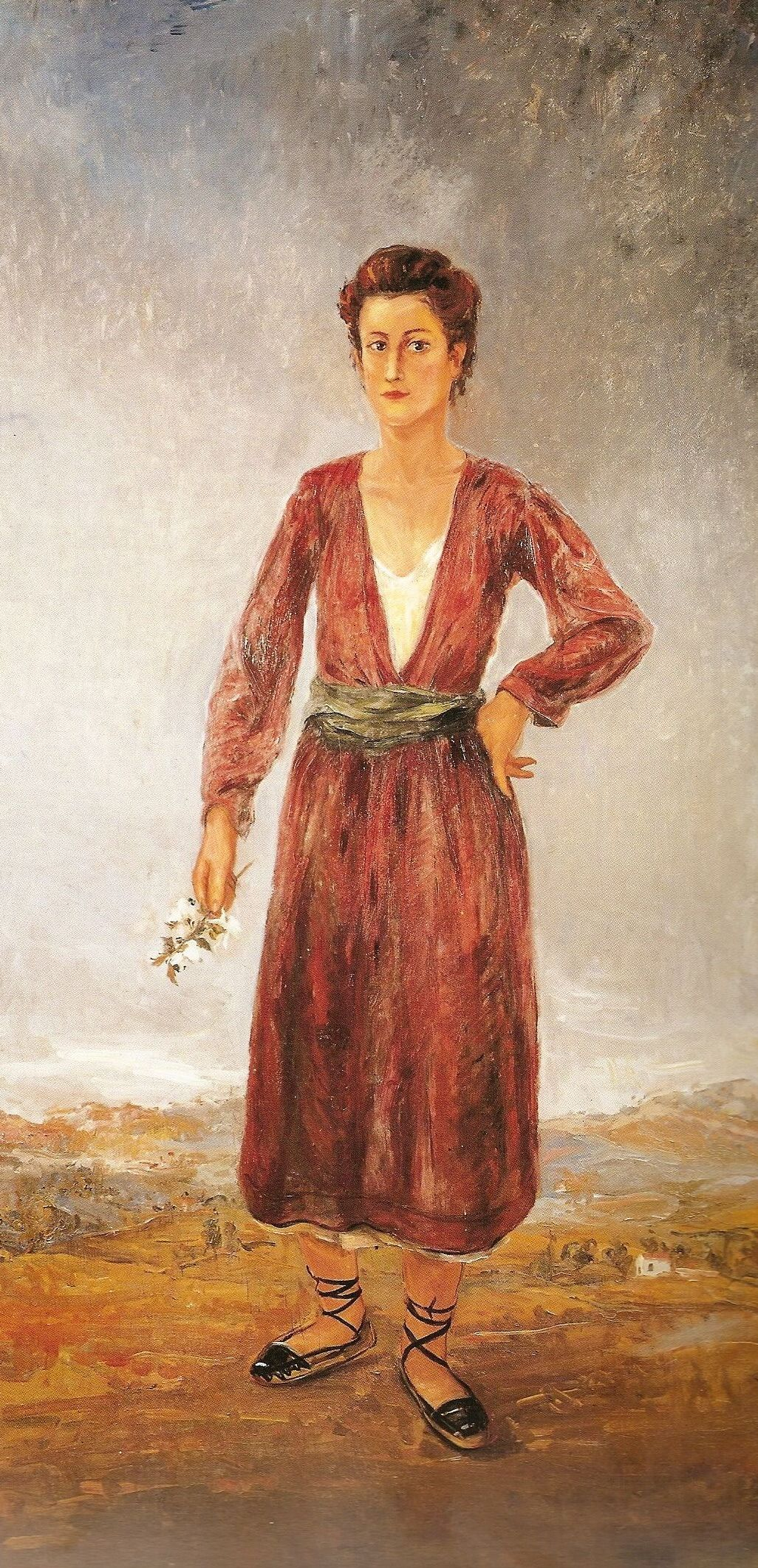
La Garriganga, oli sobre fusta per Joan Abelló.
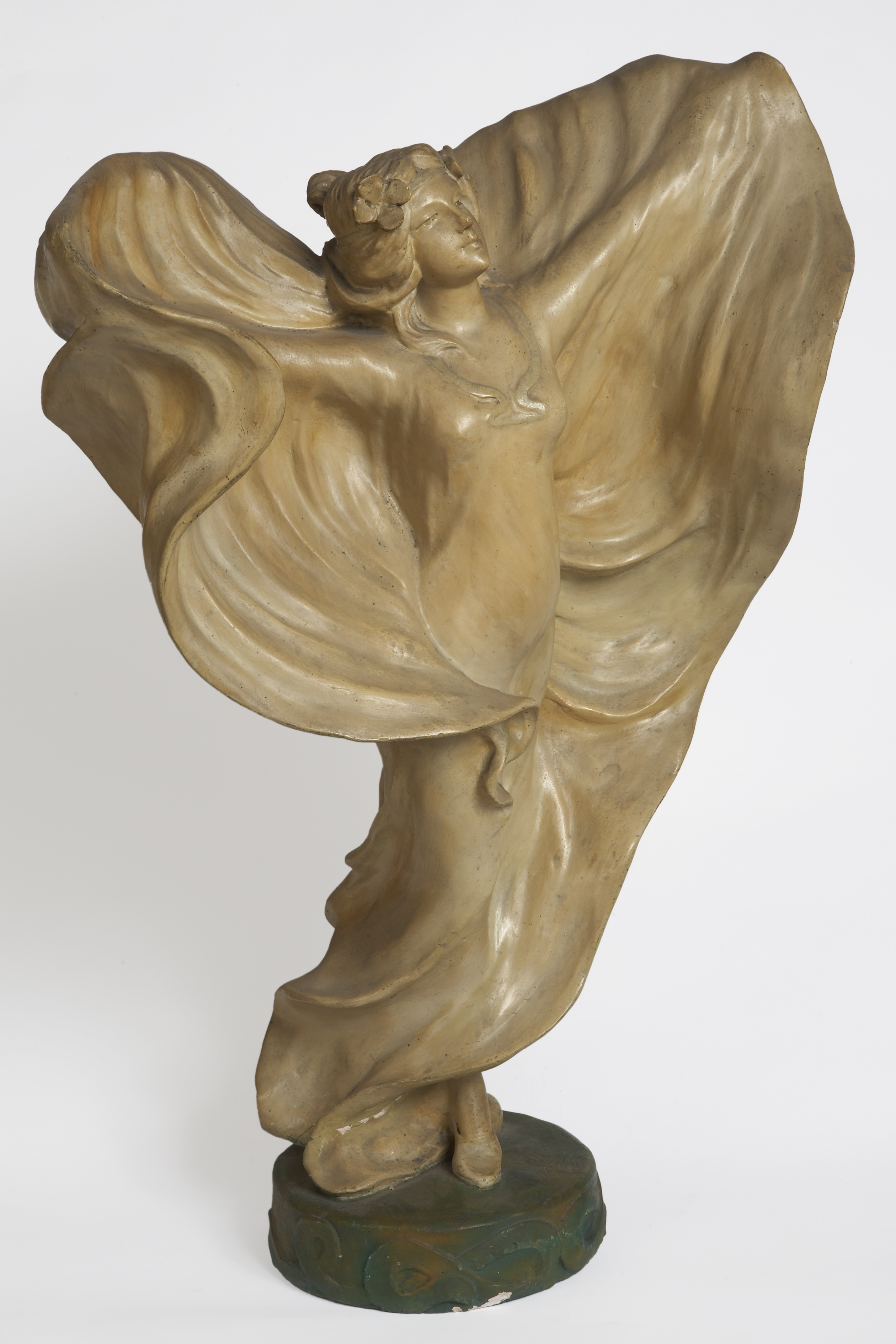
Loïe Fuller (c. 1895 - 1902), escultura per Eusebi Arnau.

## Serveis
El museu disposa d'una oferta de serveis educatius específics per a escoles, dissenyant visites i tallers adreçats a diferents nivells educatius, tant a nivell de la col·lecció permanent com d'exhibicions temporals.
També disposa d'un conjunt d'activitats pensades per a les visites en família, emmarcades en el programa L'art és un joc al Museu Abelló. Durant el mes de juliol de 2010 va rebre el distintiu de compromís de qualitat turística, atorgat pel Consorci de Turisme del Vallès Occidental.
El Museu compta també amb un mòdul multisensorial anomenat "La Mirada Tàctil", un espai d'interpretació tàctil adreçat a tothom però especialment adaptat i dissenyat per aquells visitants que presenten alguns tipus de dificultats visuals, ceguesa o mobilitat reduïda.